# Jóreménység feletti-barlang
A Jóreménység feletti-barlang a Duna–Ipoly Nemzeti Park területén lévő Pilis hegységben, a Pilisszentkereszt szélén található Vaskapu-hegyen elhelyezkedő egyik barlang.

## Leírás
A Vaskapu-völgyben, a Pilis-barlangtól 290°-ra, 150 m-re, 582 m tszf. magasságban van a Jóreménység feletti-barlang É-ra néző két bejárata. A Vaskapu-völgy elágazásától 215°-ra, 130 m-re, 6 m-es sziklafal közepén nyílik a barlang. Bejáratai a Jóreménység-barlang bejárata felett vannak közvetlenül. Egy kis nyíláson keresztül össze is függ a Jóreménység-barlanggal. A barlang bejáratainak helyet adó sziklafal előterében még megfigyelhetők az egykori kutatótáborok nyomai (tűzrakó- és pihenőhely).
A Jóreménység feletti-barlang triász mészkőben kialakult ferde rétegcsoportban jött létre kifagyás miatt. A képződményekben szegény barlangban kevés borsókő található. A lezáratlan barlang engedély nélkül és könnyű mászással bejárható. A felső bejáraton át a kb. 3 m mély aknába leereszkedve lehet elérni a másik bejáratot, amelyen kibújva egy ferde párkány található. Nincs jelentősége továbbkutatás szempontjából a barlangnak.

## Kutatástörténet
Az 1967-ben napvilágot látott, Pilis útikalauz című könyvben meg van említve, hogy a Szoplák-völgyi-barlang környékén, a Vaskapu-völgyben sok kis üreg bújik meg a bokrok között. Az 1974-ben megjelent, Pilis útikalauz című könyvben, a Pilis hegység és a Visegrádi-hegység barlangjainak jegyzékében (19–20. old.) meg van említve, hogy a Pilis hegység és a Visegrádi-hegység barlangjai között vannak a Vaskapu-völgyi barlangok. A Pilis hegység barlangjait leíró rész szerint egy erdei kunyhó mellett befordul a kék négyzet jelzésű turistaút a Vaskapu-völgybe, majd kb. fél km után, az út mellé lehúzódó sziklás hegyoldalban üregek és kis barlangok egész sora található. Ezek a vaskapu-völgyi barlangok (kőfülkék, sziklaodúk), amelyek közül kiemelkedik méreteivel, cseppköveivel és érdekes formáival a Pilis-barlang.
1989 decemberében Kárpát József, Gyombolai Gábor és Madár Marianna felmérték a Jóreménység-barlangot. A Jóreménység-barlangnak a felmérés alapján készült egyik keresztmetszet térképén (A–A') látszik az a hely, ahol a Jóreménység-barlang és a Jóreménység feletti-barlang kapcsolódnak egymáshoz. A Jóreménység-barlang alaprajz térképén megfigyelhető az is, hogy ez a keresztmetszet hol helyezkedik el a Jóreménység-barlangban. A Kárpát József által 1990-ben írt kéziratban szó van arról, hogy a Jóreménység-barlang bejárata felett egy sziklaereszszerű üreg található. Az 1991-ben megjelent útikalauzban meg van ismételve az 1974-es útikalauzban lévő rész, amely a vaskapu-völgyi barlangokat ismerteti, azzal a különbséggel, hogy az erdei kunyhó mellett a piros jelzésű turistaút fordul be a Vaskapu-völgybe. Az 1996. évi barlangnap túrakalauzában meg van említve, hogy a vaskapu-völgyi barlangok, kőfülkék és sziklaodúk közül mind méretével, mind érdekes formáival, cseppköveivel kiemelkedik a Pilis-barlang.
1997. május 5-én Regős József mérte fel a barlangot, majd 1997. május 9-én Kraus Sándor a felmérés alapján megrajzolta a Jóreménység-barlang feletti Átjáró-barlang (4840-es barlangkataszteri terület) alaprajz térképét, hosszmetszet térképét és keresztmetszet térképét. Az alaprajz térképen megfigyelhető a hosszmetszet elhelyezkedése a barlangban. A hosszmetszet térképen látható a keresztmetszet elhelyezkedése a barlangban. A térképeken 1:50 méretarányban van bemutatva a barlang. A térképlapon jelölve van az É-i irány. Kraus Sándor 1997. évi beszámolójában az olvasható, hogy az 1997 előtt is ismert Jóreménység feletti-barlangnak 1997-ben készült el a térképe.